# فرودگاه رامنسکویه
فرودگاه رامنسکویه (به روسی: Аэропорт Раменское) فرودگاهی نظامی واقع در استان مسکو در کشور روسیه است.